# Tommy Page

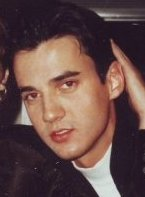
Tommy Page (ca. 1990)

Thomas Alden „Tommy“ Page (* 24. Mai 1970 in Glen Ridge, New Jersey; † 4. März 2017 in East Stroudsburg, Pennsylvania) war ein US-amerikanischer Sänger, Pianist und Songwriter. Sein bekanntester Hit ist das Lied I’ll Be Your Everything aus dem Jahr 1990.

## Biografie
Tommy Pages Eltern sind Fred und Miriam Page. Geboren 1970 in Glen Ridge (New Jersey), wuchs er in West Caldwell auf. Dort absolvierte er 1985 im Alter von 15 Jahren die James Caldwell High School. Später besuchte er die New Yorker Universität Stern’s School, von der er zugunsten seiner Musikkarriere beurlaubt wurde. Später kehrte er zu dieser zurück, um die zwei Jahre seines Studiums nachzuholen, und schloss 1997 ab.
Um sein Studium finanzieren zu können, arbeitete Page mit 16 Jahren als Garderobenwärter im New Yorker Nachtclub Nell’s. Der Gelegenheitsjob bot ihm die Möglichkeit, dem DJ des Hauses sein Demo-Tape zu geben, in der Hoffnung, einen Plattenvertrag zu bekommen. Der DJ war von seinem Gesang so beeindruckt, dass er das Demo als Teil seines Club-Mixes nutzte. Schon bald hörte auch der Gründer und Vorsitzende von Sire Records Seymour Stein das Demo und gab ihm einen Plattenvertrag.
Im Alter von 18 Jahren schrieb er das Lied The Shag, das auch Soundtrack des Filmes Shag ist und somit seine Debüt-Single wurde. Beides floppte. Zeitgleich erschien im November 1988 sein wenig erfolgreiches, selbstbetiteltes Debütalbum, das mit der Single A Shoulder to Cry On in den Billboard Hot 100 einen kleinen Achtungserfolg vorweisen konnte.
Seinen Durchbruch erlebte Page mit seinem Hit I’ll Be Your Everything aus dem Jahr 1990, der auf dem Album Paintings in My Mind erschien und an dem die Mitglieder von New Kids on the Block mitwirkten. Dieses Album widmete Page seiner Großmutter.
Sein drittes Album From the Heart, das nach der Musik von Wilson Phillips konzipiert wurde und an dem auch Michael Bolton und Diane Warren mitwirkten, konnte den Erfolg nicht fortführen. Auch seine darauffolgenden Alben und Single-Auskopplungen floppten.
Einen Gastauftritt hatte Page in der Episode Tommy, der Rockstar von Full House. In der Folge singt er an Stephanie Tanners (gespielt von Jodie Sweetin) Geburtstag und verbringt zu ihrer Bestürzung den darauffolgenden Tag mit ihrer Schwester DJ (gespielt von Candace Cameron Bure).
Bevor er 1994 sein Album Time veröffentlichte, vertrat er Donny Osmond in Andrew Lloyd Webbers Musical Joseph and the Amazing Technicolor Dreamcoat für drei Monate.
Page starb im März 2017 im Alter von 46 Jahren. Er hinterließ drei Kinder und seinen Lebenspartner Charlie.

## Diskografie

### Studioalben
| Jahr | Titel                | Höchstplatzierung, Gesamtwochen, AuszeichnungChartsChartplatzierungen (Jahr, Titel, Platzierungen, Wochen, Auszeichnungen, Anmerkungen) | Anmerkungen                         |
| Jahr | Titel                | US | Anmerkungen                         |
| ---- | -------------------- | --- | ----------------------------------- |
| 1988 | Tommy Page           | US166 (5 Wo.)US | Erstveröffentlichung: November 1988 |
| 1990 | Paintings in My Mind | US38 (23 Wo.)US | Erstveröffentlichung: 1990          |
| 1991 | From the Heart       | US192 (2 Wo.)US | Erstveröffentlichung: 1991          |

Weitere Alben
- 1992: A Friend to Rely on
- 1994: Time
- 1996: Loving You
- 2000: Ten ’Til Midnight

### Singles
| Jahr | Titel Album                                  | Höchstplatzierung, Gesamtwochen, AuszeichnungChartplatzierungen (Jahr, Titel, Album, Platzierungen, Wochen, Auszeichnungen, Anmerkungen) | Höchstplatzierung, Gesamtwochen, AuszeichnungChartplatzierungen (Jahr, Titel, Album, Platzierungen, Wochen, Auszeichnungen, Anmerkungen) | Anmerkungen                         |
| Jahr | Titel Album                                  | UK | US | Anmerkungen                         |
| ---- | -------------------------------------------- | --- | --- | ----------------------------------- |
| 1989 | A Shoulder to Cry On Tommy Page              | — | US29 (20 Wo.)US | Erstveröffentlichung: Februar 1989  |
| 1990 | I’ll Be Your Everything Paintings in My Mind | UK53 (3 Wo.)UK | US1 Gold · (18 Wo.)US | Erstveröffentlichung: 17. März 1990 |
| 1990 | When I Dream of You Paintings in My Mind     | — | US42 (10 Wo.)US | Erstveröffentlichung: Mai 1990      |

Weitere Singles
- 1988: The Shag
- 1988: Turning Me on
- 1988: I Think I’m in Love
- 1989: A Zillion Kisses
- 1990: Turn On the Radio
- 1990: You Make Christmas Feel Like Heaven
- 1991: Whenever You Close Your Eyes
- 1991: Under the Rainbow
- 1991: My Shining Star
- 1994: Tell the World
- 1995: Close Our Eyes (feat Tiffany)
- 2015: I Break Down 2015

## Musikvideos und Videoalben

### Musikvideos
- The Shag
- A Zillion Kisses
- A Shoulder to Cry on
- Turning Me On
- I’ll Be Your Everything
- Turn on the Radio
- When I Dream of You
- Whenever You Close Your Eyes
- Madly in Love
- Under the Rainbow
- Heaven in Your Eyes
- I’m Always Dreaming of You (feat. Sally Yeh)
- Time
- Places in My Heart
- The Best Part (feat. Amy Mastura)
- Missing You
- I Break Down 2015

### Videoalben
- I’ll Be Your Everything Videos (1990)
- Tommy Page: The Video Collection (2003)

## Sonderveröffentlichungen
Soundtrackbeiträge
- 1988: The Shag (Soundtrack zum Film Shag)
- 1989: Never Had It So Good (Soundtrack zum Film Cookie)
- 1990: Blue Nights (Soundtrack zum Film Dick Tracy)
- 1989: Stephanie (Zu hören in der Episode Tommy, der Rockstar von Full House)